# Domenico Lusverg

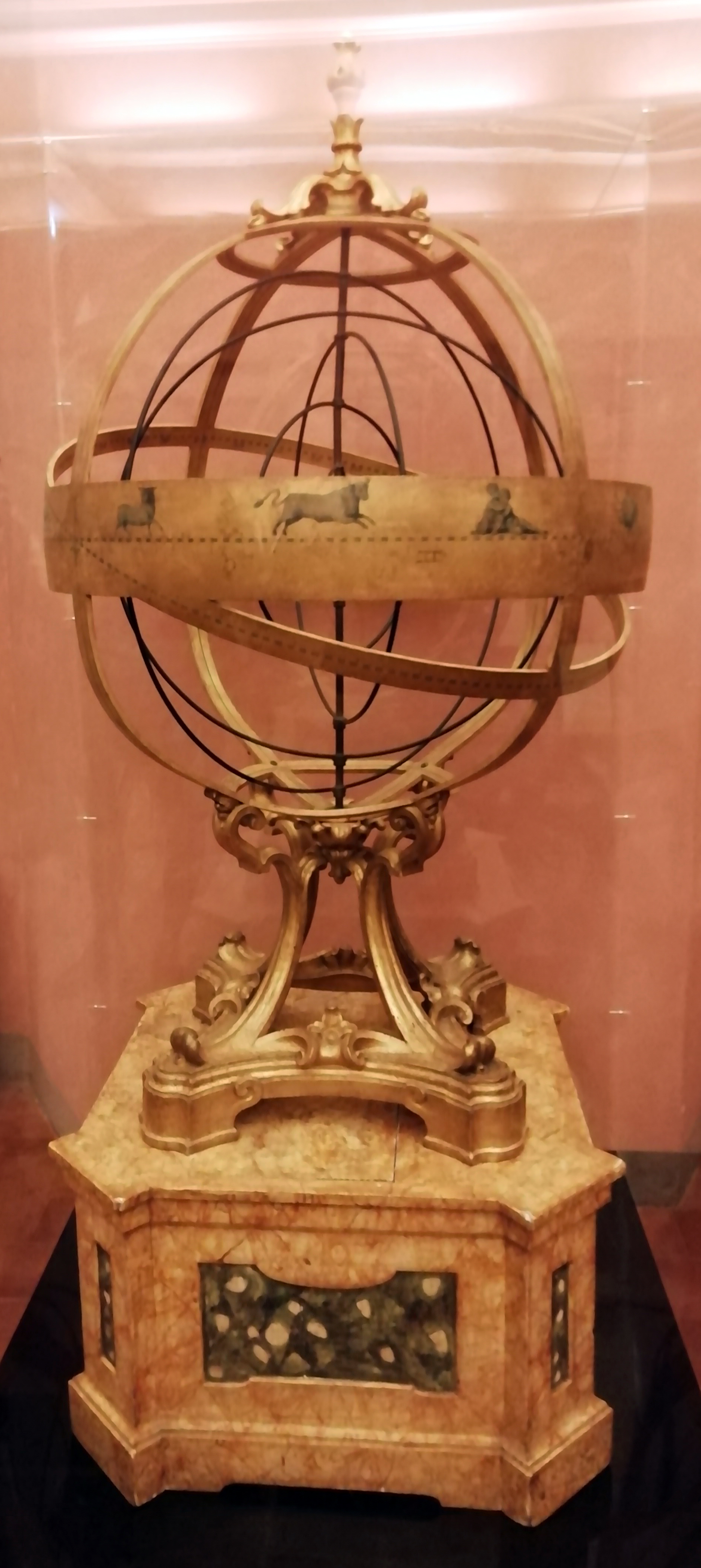
Esfera armil·lar de Lusverg conservada al Museu Specola de Bolonya

Domenico Lusverg   (Roma, 1669 - Roma, 1744) va ser un artesà i dissenyador italià d'instruments astronòmics.

## Biografia
Domenico Lusvergh era nebot del famós artesà científic Giacomo Lusverg (c. 1636-1689). Després d'una formació inicial realitzada amb els Pares de les Escoles Pies de San Pantaleo a Roma, va començar al taller de Giacomo de ben jove i va aprendre l'art de la fabricació artesanal d'instruments científics per encàrrec. Va assumir la direcció del taller artesà a la mort de Giacomo, continuant amb la construcció tradicional d'instruments científics que es coneixien arreu del món per la seva alta qualitat, precisió i estabilitat.

## Instruments

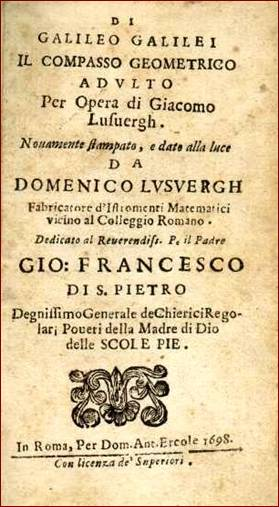

Gran quantitat d'instruments d'extrema qualitat construïts pel taller Lusvergh encara són presents avui en nombrosos museus d'arreu del món. De vegades els instruments no es poden atribuir amb certesa a cap dels dos artesans. però el que se sap és que Giacomo va mantenir el seu taller a la Piazza del Collegio Romano en el període comprès entre 1672 i la seva mort el 1689.
La tipologia d'instruments artesanals és àmplia: des d'instruments matemàtics i geomètrics, entre els quals destaquen els de llautó, fins als instruments de mesura de precisió, fins als components per a observacions astronòmiques que van permetre descobriments científics notables. Entre ells es poden esmentar alguns de notables:
- Esfera astronòmica mòbil de Domenico Lusverg (Roma, 1702)
- Esfera astronòmica mòbil de Domenico Lusverg (Roma, 1703)
- Mural semicercle de Domenico Lusverg (Roma, 1704)
- Esfera armil·lar de Domenico Lusverg (Roma, 1744)